# Jüdischer Friedhof (Konz)
Der jüdische Friedhof Konz ist ein Friedhof in der Stadt Konz im Landkreis Trier-Saarburg in Rheinland-Pfalz.
Der jüdische Friedhof liegt innerhalb des städtischen Friedhofes an der Gartenstraße (hinter der Aussegnungshalle).
Auf dem Friedhof, der im 19. Jahrhundert angelegt und bis zum Jahr 1937 belegt wurde, sind neun Grabsteine erhalten. Außerdem ist ein Gedenkstein vorhanden.